# Rawson Marshall Thurber

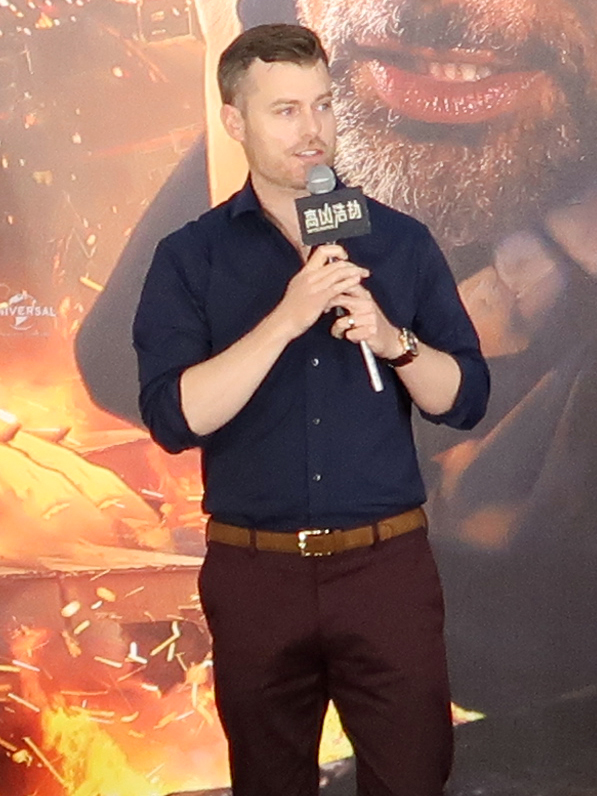
Rawson Marshall Thurber, 2018

Rawson Marshall Thurber (* 9. Februar 1975 in San Francisco) ist ein US-amerikanischer Regisseur und Drehbuchautor. 

## Leben
Rawson Marshall Thurber studierte am Union College in New York, wo er 1997 mit dem Bachelor of Arts in Englisch und Theaterwissenschaft abschloss. Nach seinem Studium drehte er den Kurzfilm Terry Tate, Office Linebacker, welcher für Reebok als Werbespot veröffentlicht wurde und mehrere Auszeichnungen erhielt. 
Zunächst war Thurber Assistent des Drehbuchautors John August. 2004 erschien sein erster Kinofilm Voll auf die Nüsse, eine von Kritikern überwiegend positiv bewertete Filmkomödie. Es folgte Ein verhängnisvoller Sommer im Jahr 2008, bei dem Thurber auch als Drehbuchautor sowie Produzent tätig war. Sein dritter Kinofilm Wir sind die Millers erschien im August 2013. 
2017 wurde er in die Academy of Motion Picture Arts and Sciences (AMPAS) aufgenommen, die jährlich die Oscars vergibt.

## Filmografie
Als Regisseur
- 2002: Terry Tate, Office Linebacker
- 2004: Voll auf die Nüsse (Dodgeball: A True Underdog Story)
- 2008: Ein verhängnisvoller Sommer (The Mysteries of Pittsburgh)
- 2008: Manchild
- 2013: Wir sind die Millers (We're the Millers)
- 2016: Central Intelligence
- 2018: Skyscraper
- 2021: Red Notice

Als Drehbuchautor
- 2002: Terry Tate, Office Linebacker
- 2008: Ein verhängnisvoller Sommer (The Mysteries of Pittsburgh)
- 2016: Central Intelligence
- 2018: Skyscraper
- 2021: Red Notice

Als Schauspieler
- 2004: Voll auf die Nüsse (Dodgeball: A True Underdog Story)
- 2007: The Nines – Dein Leben ist nur ein Spiel (The Nines)
- 2010: Einfach zu haben (Easy A)
- 2013: Wir sind die Millers (We're the Millers)

Als Produzent
- 2008: Ein verhängnisvoller Sommer (The Mysteries of Pittsburgh)

Als geschäftsführender Produzent (Executive Producer)
- 2004: Terry Tate, Office Linebacker: Sensitivity Training
- 2021: Red Notice